# Sternomoera japonica
Sternomoera japonica is een vlokreeftensoort uit de familie van de Pontogeneiidae. De wetenschappelijke naam van de soort is voor het eerst geldig gepubliceerd in 1922 door Tattersall.